# 蘇濬
蘇濬（1541年—1599年），字君禹，號紫溪，福建泉州府晉江縣人，明朝政治人物，萬曆癸酉解元，丁丑進士。官至貴州按察使。

## 生平
萬曆元年（1573年）癸酉科福建鄉試第一名，萬曆五年（1577年），登丁丑科二甲第十二名進士。授南京刑部主事，補工部主事、禮部主客司主事，十三年二月升任浙江按察司督學佥事，十七年正月升陕西布政使司右參議；遷广西兵备副使，二十一年閏十一月升廣西左參政。升任貴州按察使，未赴任。

## 著作
有《易经儿说》、《四书儿说》、《韦编微言》。

## 家族
曾祖父蘇栢；祖父蘇顯；父親蘇玉。前母陳氏；母陳氏。严侍下。兄蘇瀚。弟蘇舜臣（贡士）、蘇际裴。